# Osiedle Krakowska-Południe (Rzeszów)
Osiedle Krakowska–Południe – osiedle nr XXIII miasta Rzeszowa. W 2016 r. liczyło 7542 mieszkańców, a według stanu na dzień 10 maja 2019 r. osiedle zamieszkiwało 7625 osób. Według stanu na 31 października 2019 r. osiedle liczyło 7537 mieszkańców. Do dnia 11 czerwca 1991 r. osiedle oficjalnie nosiło nazwę Krajowej Rady Narodowej.
Osiedle powstało w latach 80. XX wieku poprzez wzniesienie na pofalowanych terenach wschodniej Przybyszówki kompleksu 11- i 5-kondygnacyjnych bloków mieszkalnych z tzw. wielkiej płyty.
Usytuowane jest na byłych terenach poligonu wojskowego, położone jest po południowej stronie ul. Krakowskiej.
Pomiędzy zabudową mieszkalną znajduje się m.in. Szkoła Podstawowa nr 28, Gimnazjum nr 5 z przyległą Krytą Pływalnią Karpik, kościół (parafia pw. Świętej Rodziny), Osiedlowy Dom Kultury „KRAK” oraz drobne sklepy. Na przełomie XX i XXI w. wybudowano kilka nowych bloków mieszkalnych oraz nieliczne domy i szeregówki.
Osiedle Krakowska–Południe obecnie jest najmłodszym osiedlem Rzeszowskiej Spółdzielni Mieszkaniowej, z liczbą 2696 mieszkań.
W skład osiedla wchodzą ulice, ul. Solarza, Stojałowskiego, Pleśniarowicza, Zbyszewskiego, Lewakowskiego, Rataja, Kotuli.
Osiedle mieści się pomiędzy ulicami: Krakowską, Kotuli, Wiktora, Witosa. Położenie przy ruchliwych ulicach (m.in. południowej obwodnicy Rzeszowa) oraz niewielka odległość od centrum miasta zapewnia dobre skomunikowanie z innymi dzielnicami oraz możliwość skorzystania z wielu linii autobusowych.
Bezpośrednio przy osiedlu mieści się rondo im. rotmistrza Witolda Pileckiego oraz w pobliżu osiedla znajduje się stadion CWKS Resovia.

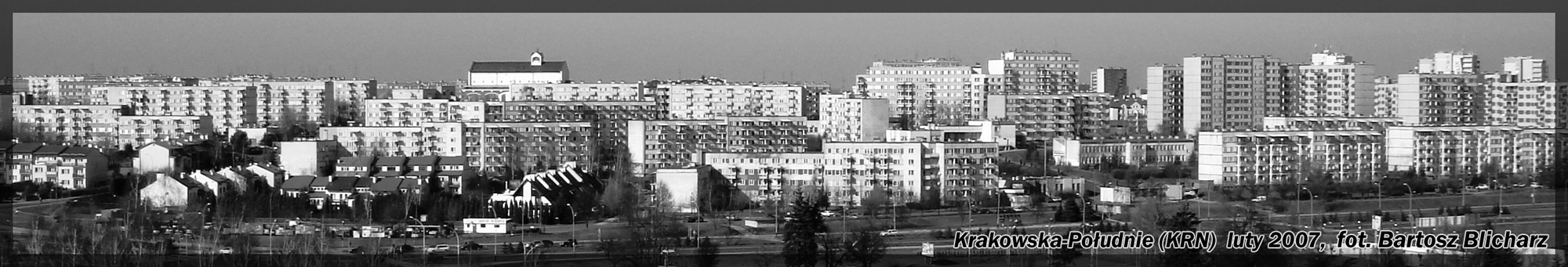
Panorama Osiedla Krakowska-Południe